# Ricardo Fonseca Mota
Ricardo Fonseca Mota (Sintra, 1987) é um escritor português. Ficcionista, poeta e dramaturgo, é formado pela Universidade de Coimbra em Psicologia Clínica.     

## Biografia
Ricardo Fonseca Mota nasceu em Sintra em 1987 e vive em Tábua.
O seu primeiro romance “Fredo” venceu por unanimidade o Prémio Literário Revelação Agustina Bessa-Luís em 2015. Sobre esta obra, disse Marcelo Rebelo de Sousa: "O romance de Ricardo Fonseca Mota é um romance do seu tempo, porque volta às histórias, à necessidade de saber coisas a partir das histórias, e volta à ligação entre as histórias individuais e a história coletiva. Como têm feito outros jovens autores portugueses, ou que o foram, como Gonçalo M. Tavares ou Afonso Cruz, e como faz há décadas o Nobel francês Patrick Modiano."
"Fredo" foi semifinalista do "Oceanos" - Prémio de Literatura em Língua Portuguesa em 2017 e está traduzido e publicado na Bulgária. Neste mesmo ano, Ricardo Fonseca Mota representou Portugal no Festival Europeu do Primeiro Romance em Budapeste.
O romance “As aves não têm céu” foi distinguido com o Prémio Ciranda 2021 e novamente indicado para semifinalista do "Oceanos - Prémio de Literatura em Língua Portuguesa", figurando na lista dos 54 melhores livros lusófonos de 2021 num universo de 1835 publicados em todo o mundo.
Publicou também “Germana, a begónia” (2019) e “A mão e grandeza” (2023).
Os seus trabalhos estão traduzidos para inglês, francês, espanhol, alemão, neerlandês, italiano, búlgaro, húngaro e chinês. Algumas das suas obras estão incluídas no Plano Nacional de Leitura. Os seus livros mereceram também atenção de investigação académica e são objecto de artigos e dissertações de universidades brasileiras e italianas.
No cinema, é autor do argumento do filme "Mímesis".
É membro cofundador do "InterDito" - Grupo de Expressão Dramática da Faculdade de Psicologia e Ciências da Educação da Universidade de Coimbra, e cofundador da Companhia de Teatro Perro.

## Obras

### Ficção narrativa
- Fredo (2016) Editora Gradiva

Prémio Literário Revelação Agustina Bessa-Luís, 2015
Semifinalista do Oceanos - Prémio de Literatura em Língua Portuguesa, 2017
- As aves não têm céu (2020) Porto Editora

Prémio Ciranda, 2021
Semifinalista do Oceanos – Prémio de Literatura em Língua Portuguesa, 2021
Recomendado pelo Plano Nacional de Leitura

### Teatro
- Germana, a begónia (2017) Edições Esgotadas

Recomendado pelo Plano Nacional de Leitura

### Poesia
- A mão e a grandeza (2023) Edições Húmus